# Letectvo Čínské republiky
Letectvo Čínské republiky (Tchaj-wanu) tvoří spolu s vojskovým letectvem tchajwanské armády a námořním letectvem tchajwanského loďstva vzdušné síly Čínské republiky, jejíž území si nárokuje Čínská lidová republika. Velitelství bojových leteckých jednotek zodpovídá za letouny osmi křídel, včetně výcvikových a podpůrných jednotek. Z celkem osmi křídel je pět taktických (TFW), jedno smíšené (TCW), jedno středisko taktického výcviku a rozvoje (TTDC) a jedno křídlo dopravní a včasného varování (T/EWW).

## Letecká technika
Základem výzbroje tchajwanského letectva jsou stíhací letouny AIDC F-CK-1 Ťing-kuo, Dassault Mirage 2000-5 a General Dynamics F-16A/B. Relativně nepočetné dopravní letectvo se dvěma perutěmi se spoléhá na transportní letouny Lockheed C-130 Hercules. Úkoly pátrání a záchrany zajišťuje záchranná peruť s vrtulníky S-70C Blue Hawk. Mezi cvičné letouny patří proudové AIDC AT-3 a vrtulové T-34 Mentor.

### Přehled
Tabulka obsahuje přehled letecké techniky tchajwanského letectva podle Flightglobal.com.

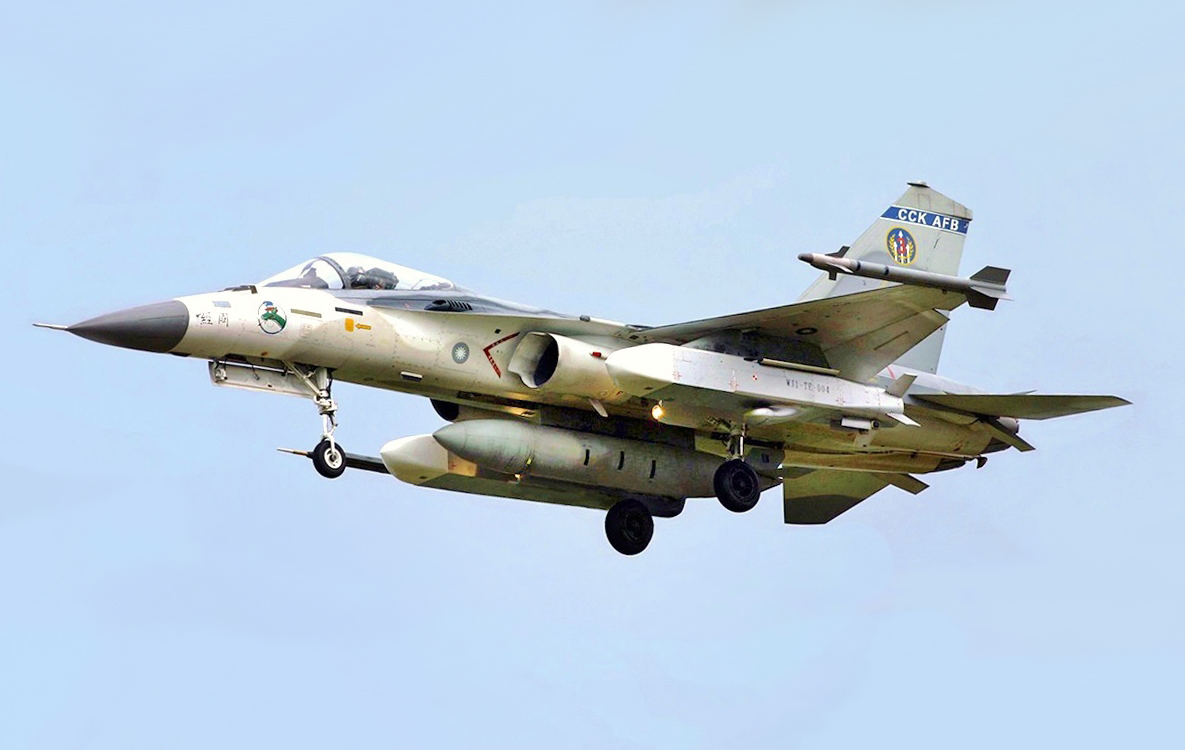
AIDC F-CK-1 Ťing-kuo

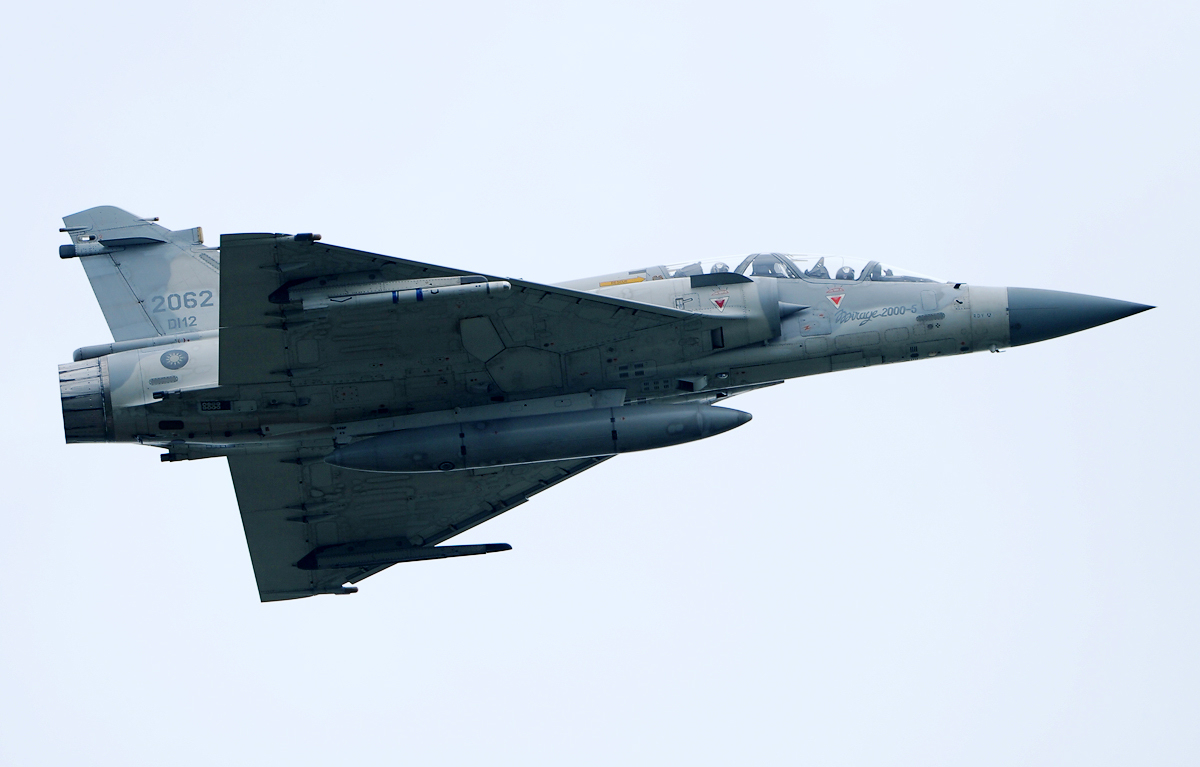
Dvoumístný Mirage 2000-5DI

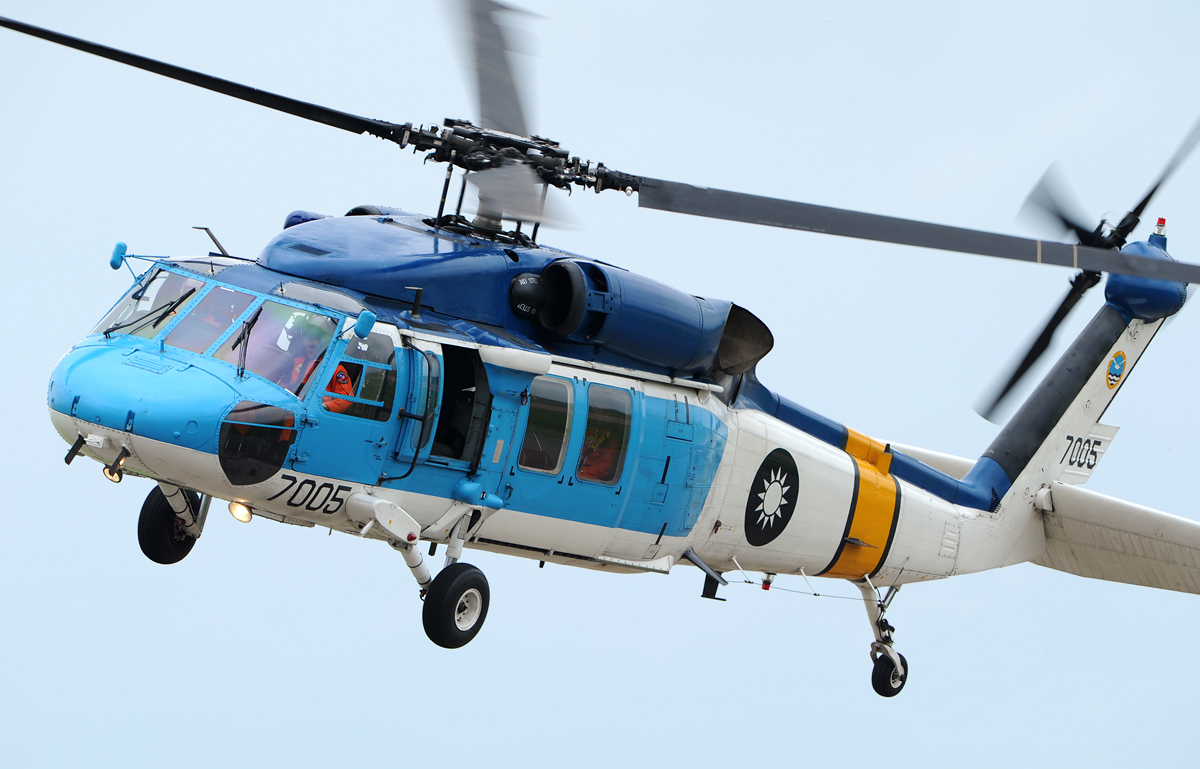
S-70C-1A Bluehawk

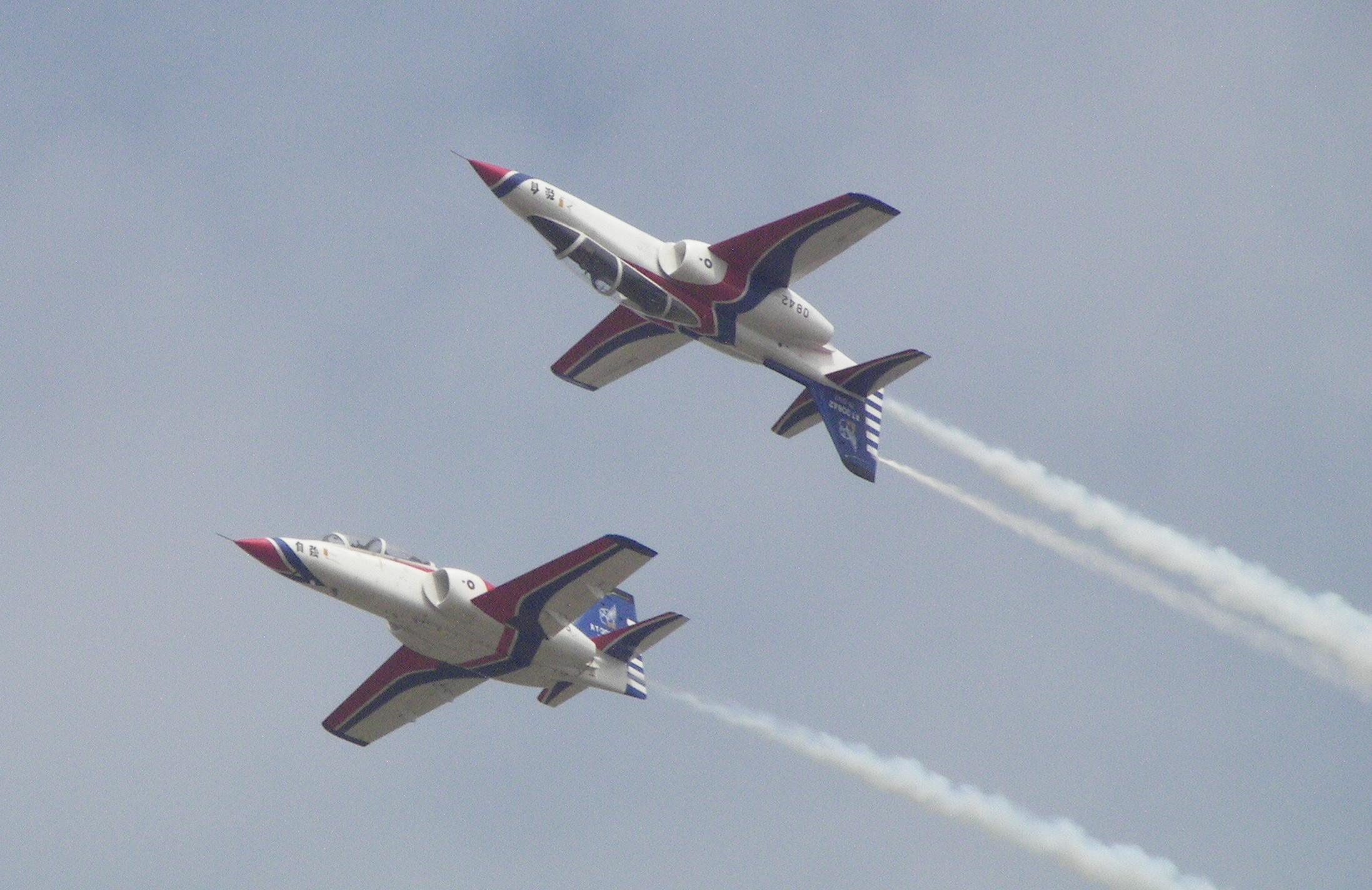
Dvojice AIDC AT-3

| Název                          | Původ                        | Určení                          | Verze                          | Ve službě      | Objednáno      |                |
| Bojové letouny                 | Bojové letouny               | Bojové letouny                  | Bojové letouny                 | Bojové letouny | Bojové letouny | Bojové letouny |
| ------------------------------ | ---------------------------- | ------------------------------- | ------------------------------ | -------------- | -------------- | -------------- |
| F-5 Tiger II                   | Spojené státy                | stíhací letoundvoumístný letoun | F/RF-5EF-5F                    | 2325           |                |                |
| F-16 Fighting Falcon (MLU)     | Spojené státy                | stíhací letoundvoumístný letoun | F-16AMF-16BM                   | 11528          | 66 (F-16V)     |                |
| F-CK-1 Ťing-kuo                | Čínská republika (Tchaj-wan) | stíhací letoundvoumístný letoun | F-CK-1A/CF-CK-1B/D             | 10225          |                |                |
| Mirage 2000                    | Francie                      | stíhací letoundvoumístný letoun | Mirage 2000-5EIMirage 2000-5DI | 479            |                |                |
| Dopravní a transportní letouny |                              |                                 |                                |                |                |                |
| C-27J Spartan                  | Itálie                       | transportní letoun              | C-27J                          |                | 6              |                |
| C-130 Hercules                 | Spojené státy                | transportní letoun              | C-130H                         | 19             |                |                |
| Speciální letouny              |                              |                                 |                                |                |                |                |
| Beechcraft 1900                | Spojené státy                | kalibrace                       |                                | 2              |                |                |
| C-130 Hercules                 | Spojené státy                | elektronický boj                | C-130H                         | 1              |                |                |
| E-2 Hawkeye                    | Spojené státy                | AEW                             | E-2K Hawkeye 2000              | 6              |                |                |
| P-3 Orion                      | Spojené státy                | námořní hlídkový letoun         | P-3C                           | 8              |                |                |
| S-2 Tracker                    | Spojené státy                | námořní hlídkový letoun         | S-2T Turbo Tracker             | 11             |                |                |
| Vrtulníky                      |                              |                                 |                                |                |                |                |
| EC225 Super Puma               | Francie                      | transportní vrtulník            |                                | 3              | 17             |                |
| UH-60 Black Hawk               | Spojené státy                | víceúčelový vrtulník            | S-70/UH-60A                    | 13             |                |                |
| Cvičné letouny                 |                              |                                 |                                |                |                |                |
| T-5 Jung-jing                  | Čínská republika             | cvičný letoun                   |                                | 21             | 66             |                |
| AIDC AT-3                      | Čínská republika             | cvičný letoun                   |                                | 49             |                |                |
| T-34 Mentor                    | Spojené státy                | cvičný letoun                   | T-34C                          | 37             |                |                |